# Leptocyclopodia pilosipectus
Leptocyclopodia pilosipectus är en tvåvingeart som beskrevs av Maa 1966. Leptocyclopodia pilosipectus ingår i släktet Leptocyclopodia och familjen lusflugor. Inga underarter finns listade i Catalogue of Life.